# Diospyros scabrida
Diospyros scabrida är en tvåhjärtbladig växtart som först beskrevs av William Henry Harvey och William Philip Hiern, och fick sitt nu gällande namn av De Winter. Diospyros scabrida ingår i släktet Diospyros och familjen Ebenaceae. Utöver nominatformen finns också underarten D. s. scabrida.